# Деревнище (Тверь)
Деревни́ще — микрорайон Пролетарского района города Тверь Тверской области России.
Деревнище включено в состав города Калинина в 1977 году.

## География
Находится в юго-западной части города, к западу от деревни Борихино, ограничена с юга железнодорожной веткой на Мигалово, с запада автомагистралью «Москва — Санкт-Петербург» (пересечение Тверской объездной дороги со Старицким шоссе), на север — промзона.